# متوتاماک
متوتاماک (انگلیسی: Metevtamak) یک شهرک در شهرستان تویمازینسکی استان باشقیرستان کشور روسیه است.